# Parâmă

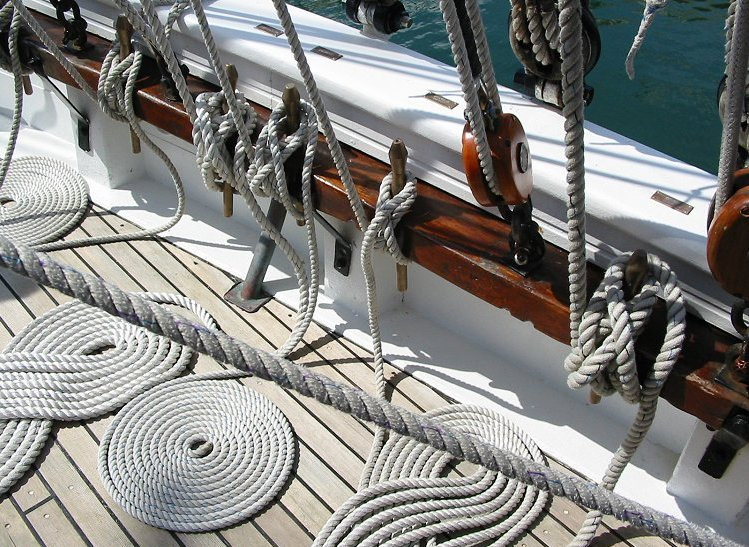
Parâme la bordul unei nave

O parâmă este o frânghie ori cablu textil, metalic sau din material plastic, folosit la bordul unei nave.
În mod tradițional, parâmele navale se împart în 4 categorii:
- parâmă vegetală (în engleză fibre rope)
- parâmă sintetică (în engleză sinthetic rope)
- parâmă metalică (în engleză steel wire rope)
- parâmă mixtă (în engleză fibre-clad rope)

## Parâma vegetală
Parâma vegetală poate fi de diferite diametre, confecționată din fibre vegetale (cânepă, manila, sisal, cocos, in, bumbac etc.) având o largă întrebuințare la bordul navelor. 

Cele mai utilizate parâme vegetale sunt cele din cânepă și manila, însă parâma din manila este cu 25% mai ușoară și cu 70% mai rezistentă decât celelalte, iar când se udă devine chiar mai rezistentă.

## Parâma sintetică
Parâma sintetică poate fi fabricată din poliamidă (nylon), polistiren (teron) sau polipropilen; acestea din urmă sunt cele mai folosite parâme, având în plus și o flotabilitate pozitivă în apă.

Parâmele sintetice posedă elasticitate, se pot alungi cu 15...30% înainte de rupere, preluând astfel sarcini și șocuri foarte mari.
Parâma trebuie să îndeplinească unele condiții cum ar fi: rezistență uniformă, flexibilitate și elasticitate, suprafață cât se poate de netedă și uniformă pentru a putea fi mânuită cu ușurință precum și durată de folosire îndelungată.

## Caracteristici ale parâmelor vegetale și sintetice
Principalele caracteristici ale parâmelor vegetale și sintetice sunt: 
- grosimea: se măsoară la exteriorul lor pe circumferință și se exprimă în mm; funcție de tipul manevrei la care trebuie utilizată se aleg parâmele cu grosimea corespunzătoare
- sarcina la rupere: reprezintă sarcina maximă pe care o poate suporta parâma în timpul încercării de rupere la tracțiune
- coeficientul de securitate: reprezintă o valoare prin care trebuie divizată sarcina de rupere a parâmei pentru a se determina sarcina de lucru .
- sarcina de lucru: sarcina maximă la care poate fi utilizată parâma și ale cărei valori sunt funcție de coeficientul de securitate stabilit.

Aceste valori specifice diferitelor categorii de parâme sunt stabilite de către productor în urma testelor efectuate și apoi clasificate pentru fiecare tip și mărime de parâmă. Se recomandă a nu se lucra cu parâme solicitate până la limita valorilor respective. De asemenea, parâmele vegetale își pierd aproximativ 50% din sarcina de rupere când sunt ude.
Valorile sarcinii la rupere pentru parâmele din cânepă, funcție de diametrul parâmei, sunt date în STAS 2203-51.
Elementul constitutiv al oricărei parâme vegetale sau sintetice este sfilața (în engleză yarn), formată din mai multe fire răsucite spre dreapta.
Mai multe sfilațe răsucite spre stânga constituie o șuviță sau un toron (în engleză strand), iar 3 - 4 toroane răsucite împreună spre dreapta formează parâma sau lanțana.
Când sunt 4 toroane, acestea se răsucesc în jurul unei inimi vegetale netorsionate. Prin răsucirea împreună spre stânga a 3 lanțane (cordoane) se obține un garlin (în engleză hawser), folosit pentru remorcaje, manevra și legarea navei.

## Tipuri de parâme vegetale și sintetice
După grosime și utilizare, diferitele parâme vegetale sunt: 
- merlin: parâmă subțire, cu grosimea de maximum 7 mm, fiind utilizată în special pentru efectuarea de patronări și legături; acesta poate fi alb sau cătrănit (impregnat cu catran pentru a preveni putrezirea);
- saula: parâmă cu grosimea de 10...20 mm; poate fi obișnuită sau împletită (saula engleză)
- comandă: saulă subțire folosită pentru a înfășura capătul unei parâme groase pentru a împiedica despletirea;
- socarul, o manevră cu circumferința pînă la 80 mm, folosit la garnisirea diferitelor palancuri (bărci salvare, schela navei etc), sau la sapane pentru manevra greutăților;
- manevra, o lanțană cu circumferința pînă la 180 mm, folosită la acostarea și legarea navelor;
- lusin: saulă subțire din 2...3 sfilațe de culoare albă, folosită la înfășurări și matiseli de ornamentație;
- garlin: parâmă ce poate avea grosimea de 100...600 mm, fiind utilizată în exclusivitate pentru legarea suplimentară a navelor la cheu sau de o platformă marină, într-un loc cu vânturi și valuri puternice .

## Parâma metalică

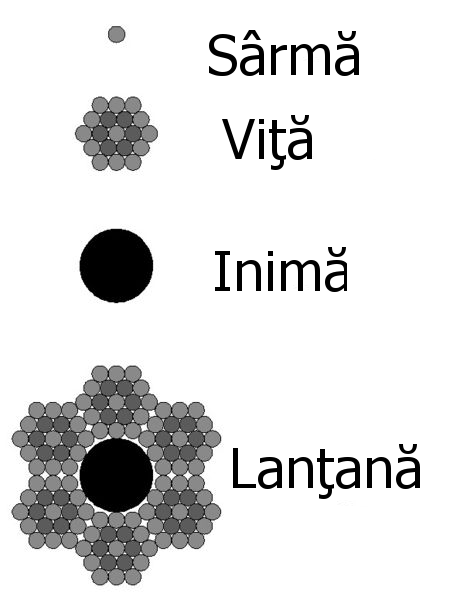
Parâma metalică - secţiune

Parâma metalică este un cablu din fire de sârmă neagră sau zincată de oțel, de structuri, caracteristici și grosimi variabile, folosit pe scară largă la bordul navelor pentru confecționarea manevrelor fixe și curente, parîmelor de manevră și legare.
Parâmele metalice din sârmă de oțel sunt construite prin răsucirea spre stânga a unor fire metalice din oțel zincat cu grosimea de 0,2...0,4 mm, în jurul unor inimi din iută sau din sârmă formând vițele . Vițele sunt în număr de șase și sunt răsucite, la rândul lor, spre dreapta în jurul unei alte inimi (inima parâmei), care poate fi din cânepă sau din iută gudronată. Această inimă are rolul de a proteja firele din interior de umiditate și oxidare, precum și de a asigura flexibilitate parâmei și de a păstra parâma unsă cu ulei. Inima parâmei poate fi și metaliă. Pentru parâmele din sârmă, care sunt utilizate în atmosfeă umedă sau corozivă, sau care stau perioade mai lungi de timp sub apă, se folosesc parâmele metalice cu inimă sintetică și fire zincate.
- Un număr de 7—12—19—24—30—37—-61 fire de sârmă răsucite formează o viță;
- prin răsucirea a 6 vițe în jurul unei inimi vegetale din cânepă îmbibată în ulei special se formează lanțana;
- 6 lanțane împletite alcătuiesc un garlin de sârmă.

## Tipuri de parâme metalice
Parâmele de sârmă sunt standardizate și pot fi de mai multe tipuri:
- parâme rigide: sunt confecționate din 6 vițe cu 7 fire (6x7) și sunt folosite pentru manevre fixe

ale greementului, balansine de bigi, labe de gâscă
- parâme semirigide: sunt confecționate din 6x19 fire din sârmă și sunt folosite pentru manevre fixe supuse la încovoiere cât și pentru manevre de forță ;
- parâme flexibile: sunt confecționate din 6x12, 6x24 și 6x30 fire din sârmă și sunt folosite pentru manevre de remorcare sau legare a navei, curenții palancurilor de bigă, remorcile, troțele de cârmă, boțurile de ancoră, sapanele etc.
- parâme foarte flexibile: sunt confecționate din 6x37 și 6x61 fire și sunt cele mai bune parâme metalice deoarece 50%, sau mai mult, din fire sunt în interior, fiind astfel protejate .

Sarcina minimă de rupere calculată a parâmelor metalice și masa acestora, funcție de diametrul nominal al parâmelor, sunt prezentate în STAS 1353-80 pentru parâmele metalice 6x7, 6x19 și 6x37 și în STAS 1553-80 pentru parâmele metalice 6x12 și 6x30.
Rezistența de siguranță trebuie să reprezinte 33% -20% din rezistența de rupere, în funcție de eforturile de tracțiune la care este expusă sârma.

## Parâma mixtă
Parâma mixtă este confecționată din fibre de sârmă și fibre vegetale, utilizată ca manevră și la legarea navei. Un număr de 4-6 șuvițe din cîte 7 - 19 fire metalice se răsucesc în jurul unei inimi vegetale și se înfășoară apoi cu un înveliș, de asemenea vegetal, destinat să protejeze firele de sârmă împotriva frecării directe și agenților marini. Greutatea parâmelor mixte este mai mică cu aproximativ 25% decât a celor de manila de aceeași rezistență.